# SLS+SKD Slovenska ljudska stranka
SLS+SKD Slovenska ljudska stranka je slovenska politična stranka, ki se je kasneje preimenovala v SLS.
Decembra 1999 so v SLS izkazali zanimanje za v javnosti že večkrat predstavljeno idejo združitve SKD in SLS. To možnost sta že od začetka 90. let večkrat omenjala Lojze Peterle in nekdanji predsednik SLS Ivan Oman, vendar pa nikoli ni zares zaživela. V začetku leta 2000 pa je bila ta možnost zmeraj bližje uresničitvi in 15. aprila, po kongresih, ki sta jih dan prej imeli stranki ločeno, je na združitvenem kongresu nastala skupna stranka SLS+SKD Slovenska ljudska stranka.
Najtežje usklajevanje je potekalo glede imena in vodstva nove stranke. Peterle je kandidiral za predsednika kljub težnjam predstavnikov SLS, da bi vodstvo stranke prevzel nekdo tretji. Na koncu je bil izvoljen njegov protikandidat Franc Zagožen, Peterle pa je skupaj z Andrejem Bajukom in Marjanom Podobnikom postal podpredsednik. Nova stranka je imela v Državnem zboru skupaj 29 poslancev, s čimer je dosegla relativno večino.
Ob združitvi je bila SLS članica koalicije, SKD pa opozicijska stranka. Po združitvi so iz vlade izstopili ministri SLS s čimer je vlada Janeza Drnovška padla. Mesto mandatarja je pripadlo najmočnejši stranki, to pa je bila novoustanovljena SLS+SKD, ki je za ta položaj predlagala Andreja Bajuka. V dveh tajnih glasovanjih ta ni dobil zadostne podpore, v tretjem, javnem glasovanju 3. maja 2000, pa je bil potrjen s 46 glasovi za in 44 proti. V novi vladi, ki je bila potrjena 7. junija 2000, je Peterletu ponovno pripadlo mesto zunanjega ministra.
V novi stranki združitev očitno ni prinesla prave enotnosti. To se je jasno pokazalo že mesec dni po imenovanju nove vlade, ko so vsi strankini poslanci glasovali za ustavni zakon, ki naj bi uveljavil proporcionalni volilni sistem, čeprav je bil dogovor ob združitvi strank drugačen. Peterle je vztrajal pri uveljavitvi referendumske volje državljanov, ki so glasovali za večinski volilni sistem.
Zaradi tega konflikta sta v tednu po glasovanju Peterle in Bajuk izstopila iz SLS+SKD in ustanovila stranko z imenom Nova Slovenija – Krščansko ljudska stranka, stranka SLS+SKD pa se je leta 2001 nato spet preimenovala v SLS.